# Tykkisaari (ö i Norra Karelen, Joensuu)
Tykkisaari är en ö i Finland. Den ligger i vattendraget Pielis älv och i kommunen Joensuu i den ekonomiska regionen  Joensuu ekonomiska region  och landskapet Norra Karelen, i den sydöstra delen av landet, 400 km nordost om huvudstaden Helsingfors. Öns area är 0,4 hektar och dess största längd är 170 meter i nord-sydlig riktning.